# La Compañía (Tarija)
La Compañía is een plaats in het departement Tarija, Bolivia. Het is naar aantal inwoners de derde grootste plaats van de gemeente Uriondo, gelegen in de José María Avilés provincie. 

## Bevolking
| Jaar | Populatie |
| ---- | --------- |
| 1992 | -         |
| 2001 | 349       |
| 2012 | 639       |